# Ala II Flavia Agrippiana
Die Ala II Flavia Agrippiana (deutsch 2. flavische Ala des Agrippa) war eine römische Auxiliareinheit. Sie ist durch eine Inschrift belegt.

## Namensbestandteile
- Flavia: die Flavische. Die Ehrenbezeichnung bezieht sich auf die flavischen Kaiser Vespasian, Titus oder Domitian.

- Agrippiana: des Agrippa. Die Soldaten der Ala wurden bei Aufstellung der Einheit auf dem Gebiet des Königreichs von Herodes Agrippa II. rekrutiert. Agrippa unterstützte Vespasian während des Jüdischen Krieges mit Soldaten. Vermutlich wurden die beiden Auxiliareinheiten mit der Bezeichnung Flavia Agrippiana durch Vespasian nach der Beendigung des Jüdischen Krieges aufgestellt; mit der Bezeichnung Agrippiana sollte Agrippa für seine Loyalität zu Rom und insbesondere zu Vespasian geehrt werden.[1]

Da es keine Hinweise auf den Namenszusatz milliaria (1000 Mann) gibt, war die Einheit eine Ala quingenaria. Die Sollstärke der Ala lag bei 480 Mann, bestehend aus 16 Turmae mit jeweils 30 Reitern.

## Geschichte
Die Einheit wurde wahrscheinlich zusammen mit der Ala I Flavia Agrippiana während der Regierungszeit von Vespasian aufgestellt; dies geschah möglicherweise um 72 n. Chr. im Zusammenhang mit der Eingliederung von Commagene in das römische Reich.
Der einzige Nachweis der Ala beruht auf der Inschrift (IGRR IV 1213), die in das 3. Jhd. datiert ist.

## Standorte
Standorte der Ala sind nicht bekannt.

## Angehörige der Ala
Ein Angehöriger der Ala, Titus Antonius Claudius Alfenus Arignotus, ein Präfekt, ist durch eine Inschrift bekannt.

## Weitere Alae mit der BezeichnungAla Agrippiana
Es gab noch zwei weitere Alae mit dieser Bezeichnung:
- die Ala Agrippiana Miniata. Sie ist durch Militärdiplome von 122 belegt und war in der Provinz Britannia stationiert.
- die Ala I Flavia Agrippiana. Sie ist durch Diplome von 129 bis 153 belegt und war in der Provinz Syria stationiert.